# CAVA Challenge Cup (damer)
CAVA Challenge Cup är en volleybolltävling för damlandslag vars federationer är en del av Central Asian Zonal Volleyball Association. Tävlingen har hållits sedan 2019.

## Upplagor
| Säsong               | Säsong    | Podium | Podium     | Podium      |
| År                   | Spelplats | Guld   | Silver     | Brons       |
| -------------------- | --------- | ------ | ---------- | ----------- |
| 2019 mer information | Dhaka     | Nepal  | Maldiverna | Kirgizistan |
| 2021 mer information | Dhaka     | Nepal  | Uzbekistan | Sri Lanka   |
| 2023 mer information | Katmandu  | Indien | Kazakstan  | Nepal       |

### Medaljörer
| Pos. | Lag         | Guld | Silver | Brons |
| ---- | ----------- | ---- | ------ | ----- |
| 1    | Nepal       | 2    | -      | 1     |
| 2    | Indien      | 1    | -      | -     |
| 3    | Kazakstan   | -    | 1      | -     |
|      | Maldiverna  | -    | 1      | -     |
|      | Uzbekistan  | -    | 1      | -     |
| 6    | Kirgizistan | -    | -      | 1     |
|      | Sri Lanka   | -    | -      | 1     |